# These Are the Days
These Are the Days (br: Vovô viu a Uva)  é uma série animada de 1974, com produção de Hanna-Barbera. Era ambientada no interior dos Estados Unidos, na cidade de Elmsville da década de 1920 e contava as aventuras da família Day, tipicamente interiorana, liderada pelo avô que tinha como passatempo inventar engenhocas.
Era muito semelhante a uma outra série de TV, Os Waltons.

## Dubladores

### Nos Estados Unidos
- a viúva Martha Day: June Lockhart
- Kathy: Pamelyn Ferdin
- Danny: Jackie Haley
- Ben: Andrew Parks
- Jeff Day: Henry Jones
- Homer: Frank Cady

### No Brasil
- Martha Day: Sônia Ferreira
- Kathy: Miriam Teresa
- Danny: Cleonir dos Santos
- Ben: Carlos Marques
- Jeff Day: Arthur Costa Filho
- Homer: Ribeiro Santos